# Дубіно Анатолій Антонович
Анато́лій Анто́нович Дубіно́ (нар.19 січня 1920, Веліж, Вітебська губернія — пом. грудень 1994) — український радянський артист цирку, буфонадний клоун, типовий рудий клоун, сценічне ім'я Дубіно.

## Біографія
Анатолій Антонович Дубіно народився в місті Веліж Вітебської губернії, нині — Смоленська область, Росія. Мати і батько були репресовані у 1930-х роках. Батько розстріляний.
В цирку з 1936, спочатку — коротке навчання в Московській цирковій школі у Леона Танті, потім — робота клоуном у парі з різними партнерами:
- 1939–1940 — з «Бурбоном»;
- 1940–1943 — з Л. К. Танті;
- 1943–1946 — з Д. С. Альперовим;
- 1946–1947 — з Менжинським
- 1947–1959 — з клоуном Роландом (Казимиром Плучсом, народним артистом Латвійської РСР) в Ризькому цирку.
- В 1960 у починає працювати клоуном-соло, а в 1964 йде з арени у Київський «цирк на сцені».

У 1965 році працює в парі зі своїм учнем Анатолієм Дубиніним
Довго працював у київському «Цирку на сцені», навчав молодих клоунів (В. Клевакіна, М. Гнатюка, А. Картукова, Д. Заїкіна, Ю. Хісамутдінова).
- 1994 — помер в Архангельській області, селищі Оксовський Плесецького району в грудні місяці, де і похований.